# Згорнє Хлапє
Згорнє Хлапє (словен. Zgornje Hlapje) — поселення в общині Песниця, Подравський регіон‎, Словенія.